# Congregazione missionaria del Santissimo Sacramento
La Congregazione Missionaria del Santissimo Sacramento (in latino Congregatio Missionalis a Sanctissimo Sacramento, in inglese Missionary Congregation of the Blessed Sacrament) è un istituto religioso maschile di diritto pontificio di rito siro-malabarese: i membri di questa congregazione clericale pospongono al loro nome la sigla M.C.B.S.

## Storia
La Congregazione Missionaria del Santissimo Sacramento venne fondata nel Kerala, in India, il 7 marzo 1933 da James Kalacherry (1892–1949), vescovo-eparca di Changacherry, assieme a tre sacerdoti. Le sue costituzioni, modellate su quelle dei Missionari di San Francesco di Sales d'Annecy, vennero approvate definitivamente nel 1962.
L'istituto ricevette il pontificio decreto di lode il 2 dicembre 1989.

## Attività e diffusione
I religiosi della congregazione si dedicano alla predicazione degli esercizi spirituali, alle attività pastorali e alla promozione umana in tutte le sue forme.
Sono presenti soprattutto in India e contano case anche all'estero (Germania, Italia). La sede generalizia è ad Aluva.
Al 31 dicembre 2008 la congregazione contava 54 case e 489 religiosi, 231 dei quali sacerdoti.